# Piasecki HRP Rescuer
Piasecki HRP Rescuer – amerykański śmigłowiec transportowo-ratowniczy, zbudowany w układzie Piaseckiego. Maszyna była produkowana w drugiej połowie lat 40. XX wieku przez firmę Piasecki Helicopter, założoną przez Franka Piaseckiego – odpowiedzialnego za opracowanie zarówno konstrukcji Rescuera, jak i unikalnego układu konstrukcyjnego nazwanego od jego nazwiska. HRP Rescuer wykorzystywany był przez amerykańską marynarkę wojenną, piechotę morską oraz straż wybrzeża. Zbudowano jedynie 28 egzemplarzy.

## Historia

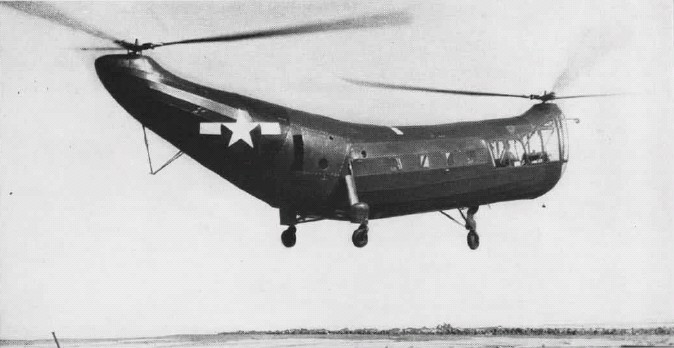
Prototypowy egzemplarz XHRP-1

Prace nad przyszłym Rescuerem rozpoczęły się na początku 1944 roku. Wówczas US Navy złożyła zamówienie w firmie PV Engineering (od 1946 roku Piasecki Helicopter Corporation) na opracowanie projektu dużego śmigłowca przeznaczonego do realizacji zadań transportowych i misji ratowniczych. Frank Piasecki, założyciel i główny inżynier zakładów, zaprojektował przyszłą maszynę z dwoma wirnikami w układzie tandemowym. Aby uniknąć problemów związanych z synchronizacją obrotów wirników, tylny wirnik został umieszczony na wyższej wysokości.
Zastosowany układ konstrukcyjny wynikał z wymogu marynarki wojennej dotyczącej ładunków o dużej masie. Projektowane wówczas maszyny w układzie klasycznym nie dysponowały wystarczającym udźwigiem z powodu ograniczeń technologicznych. Już 7 marca 1945 roku oblatano prototyp śmigłowca, który otrzymał nazwę PV-3. Z uwagi na dość nietypowy kształt kadłuba egzemplarz otrzymał przydomek „The Dogship”.
Zdecydowano się aby kadłub wykonać z metalowych rurek w formie kratownicy, zaś poszycie było wykonane z płótna pokrytego lakierem. Kratownicę uzupełniono drewnianymi żebrami. Próby prototypowego egzemplarza trwały do 1947 roku. W ich toku stwierdzono liczne wady konstrukcyjne, dotyczące układu napędowego oraz wytrzymałości podzespołów. Wiele elementów zapożyczono z przemysłu motoryzacyjnego i nie dysponowały one odpowiednią wytrzymałością na duże obciążenia. Część stwierdzonych usterek została z czasem wyeliminowana, a US Navy zamówiła pierwsze 10 egzemplarzy.

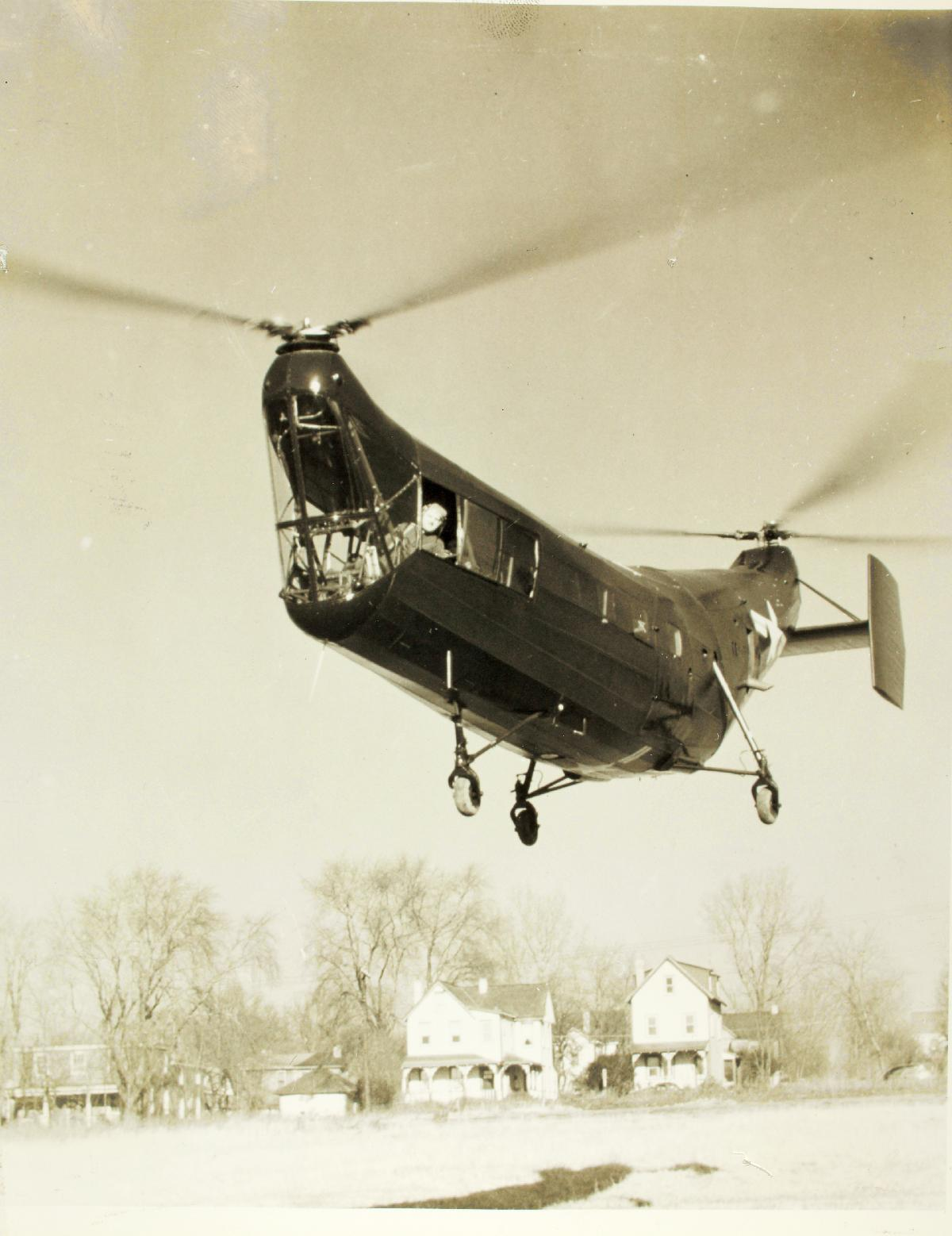
Frank Piasecki za sterami HRP-1

Śmigłowiec HRP był pierwszym na świecie oraz pierwszym produkowanym seryjnie wiropłatem w układzie tandemowym. Amerykańska marynarka wojenna zamówiła w sumie dwadzieścia maszyn, z których większość ostatecznie trafiła do piechoty morskiej. Śmigłowce wykorzystywane przez US Navy i US Marine Corps otrzymały oznaczenie HRP-1. W służbie były znane jako „Flying Banana”, co w języku polskim oznacza „latający banan”. Charakterystyczny kształt maszyny wynikał z uniesienia tylnego wirnika nad przednim poprzez podniesienie części ogonowej, co sprawiało, że zarówno lotnikom, jak i personelowi naziemnemu przypominała ona popularny owoc.
Straż przybrzeżna zamówiła trzy maszyny w odmianie HRP-1G. Wszystkie trzy śmigłowce stacjonowały w Coast Guard Air Station Elizabeth City, położonej wzdłuż wybrzeża Karoliny Północnej. Co najmniej jeden z nich został przydzielony do Rotary Wing Development Unit mającej swoją siedzibę w Elizabeth City. Tam brał udział w licznych testach, jak między innymi lądowanie na wodzie przy użyciu nowo opracowanego sprzętu wypornościowego oraz różnych typów wciągarek, koszy i uprzęży ratowniczych. Jeden egzemplarz wywrócił się podczas lądowania. Śmigłowiec ten spisano ze stanu, a dwa pozostałe oddano marynarce wojennej. Mimo że służyły w roli śmigłowców eksperymentalnych, załogi HRP-1G kilkukrotnie uczestniczyły w akcjach poszukiwawczo-ratowniczych.
Producent stworzył także ulepszoną wersję HRP-2, w której materiałowe poszycie zastąpiono całkowicie metalowym. Powstało jedynie pięć egzemplarzy tego modelu, gdyż szybko uznano go za nieperspektywiczny. Wkrótce rozpoczęto prace nad śmigłowcami o znacznie większych możliwościach.
Produkcja Rescuerów zakończyła się w 1949 roku, a łączna liczba wyprodukowanych egzemplarzy, wliczając prototypy, wyniosła zaledwie 28 sztuk. Wszystkie maszyny z rodziny HRP zostały wycofane z eksploatacji w 1953 roku. Mimo licznych wad i problemów trapiących konstrukcję, doświadczenia zdobyte podczas jej eksploatacji oraz prace rozwojowe umożliwiły zakładom Piaseckiego opracowanie bardziej perspektywicznego śmigłowca, jakim był Piasecki H-21 Shawnee.

## Konstrukcja

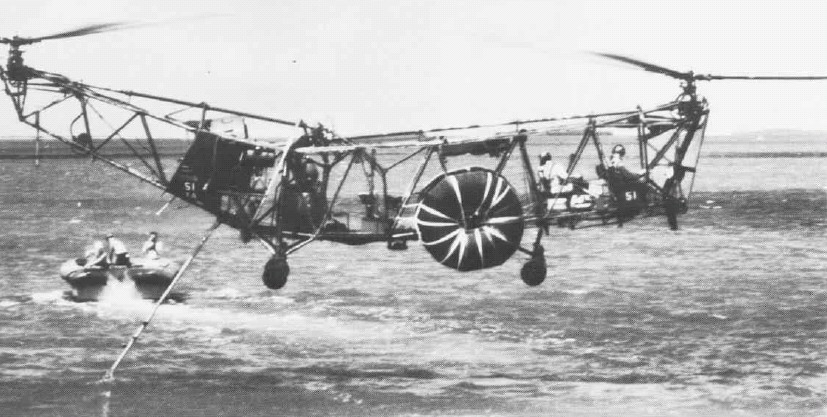
Piasecki HRP-1 pozbawiony materiałowego poszycia

Piasecki HRP Rescuer był amerykańskim śmigłowcem transportowym i ratowniczym, zaprojektowanym przez Franka Piaseckiego i produkowanym przez zakłady Piasecki Helicopter. Wykorzystywał tandemowych wirników układ wirników. Wymusiło to zastosowanie charakterystycznego kształtu kadłuba z uniesionym tyłem kadłuba, która eliminowała ryzyko kolizji łopat wirnika. Kadłub początkowo wykonano ze stalowych rur, wypełnionych drewnianymi żebrami w układzie kratownicy.
Poszycie w wersjach HRP-1 wykonano z płótna zaimpregnowanego lakierem. Materiałowe poszycie ulegało uszkodzeniom, przez co śmigłowce często operowały bez niego. W ulepszonej wersji HRP-2 zastosowano całkowicie metalowe poszycie.
Napęd śmigłowca stanowił silnik Pratt & Whitney R-1340-AN-1 o mocy 600 KM. Prototypy początkowo testowano z wykorzystaniem typowych części samochodowych w przekładniach, jednak nie dysponowały one adekwatną wytrzymałością na duże obciążenia podczas lotu. Ostatecznie zastosowano mocniejsze komponenty, które poprawiły wytrzymałość konstrukcji. Śmigłowiec był w stanie przewozić dwie osoby załogi i 8–10 pasażerów lub do 907 kg ładunku. Śmigłowiec rozwijał prędkość maksymalną 169 km/h, zaś zasięg oscylował w granicach 480 kilometrów.